# Patinopecten
Patinopecten is een geslacht van tweekleppigen uit de familie van de Pectinidae (mantelschelpen).
De wetenschappelijke naam werd voor het eerst gepubliceerd door William Healey Dall in 1898. In de taxonomische indeling van Dall was Patinopecten een section van het subgenus Chlamys van het uitgebreide geslacht Pecten.

## Soort
- Patinopecten caurinus (Gould, 1850)